# Mauser-Vergueiro
Il Mauser-Vergueiro era un fucile austro-ungarico a otturatore girevole-scorrevole, progettato dal capitano José Alberto Vergueiro, ufficiale di fanteria dell'esercito portoghese e realizzato dalla Deutsche Waffen und Munitionsfabriken di Berlino.

## Storia
Il fucile fu sviluppato sulla base del Mauser Gewehr 98, con l'introduzione di un nuovo sistema di chiusura derivato da quello del Gewehr 1888 e del Mannlicher-Schönauer. Fuori dal paese, l'arma è conosciuta come Mauser portoghese ed era camerata da una munizione dedicata, la 6,5 × 58 mm Vergueiro.
L'arma rimpiazzò il Kropatschek M1886 come fucile da fanteria standard dell'esercito portoghese nel 1904, rimanendo in servizio fino al 1939, quando fu sostituito dal Mauser Karabiner 98k. Nella nomenclatura portoghese la versione fucile da fanteria era denominata Espingarda 6,5 mm m/1904. La versione carabina, più leggera e più corta, era denominata Carabina 6,5 mm m/1904. Vennero prodotti 100.000 armi per il Portogallo; a questi si aggiunsero 5.000 Mauser-Vergueiro camerati in 7 × 57 mm Mauser per la Polícia Federal do Brasil, assemblati con le componenti avanzate dell'ordine portoghese ed inviati nelle città di Rio de Janeiro e São Paulo. Nel 1915, 25.000 Mauser-Vergueiro portoghesi furono venduti all'Unione Sudafricana, che non aveva sufficienti Lee-Enfield SMLE per equipaggiare tutte le sue truppe.
Durante il servizio con gli eserciti portoghese e sudafricano, il fucile venne usato in combattimento nella prima guerra mondiale ed in diverse campagne coloniali. Anche le truppe coloniali tedesche dell'Africa Orientale Tedesca impiegarono i Mauser-Vergueiro, catturati dalle forze alleate in combattimento. Il Corpo Expedicionário Português, schierato sul fronte orientale nella Grande Guerra, per motivi logistici non utilizzò il Mauser-Verguiero d'ordinanza ma venne riequipaggiato con armi ed equipaggiamenti britannici. Nonostante durante la seconda guerra mondiale il Portogallo fosse rimasto neutrale, nel 1942 le forze lusitane combatterono brevemente contro le forze giapponesi che occupavano la Timor portoghese, usando i fucili progettati da Vergueiro.
Nel 1939, dopo che l'esercito portoghese aveva adottato il Mauser 98k in calibro 7,92 × 57 mm Mauser con il nome m/937, la maggior parte dei Mauser-Vergueiro residui vennero modificati per la nuova munizione. I marchi su queste armi non vennero modificati, ad eccezione del calibro "6,5", che venne sovraimpresso con due "X". Il fucile così ottenuto venne denominato Espingarda 8 mm m/1904/39 ed è tuttora diffuso in Africa, essendo stato utilizzato per esempio nella guerra in Mali.

## Galleria d'immagini

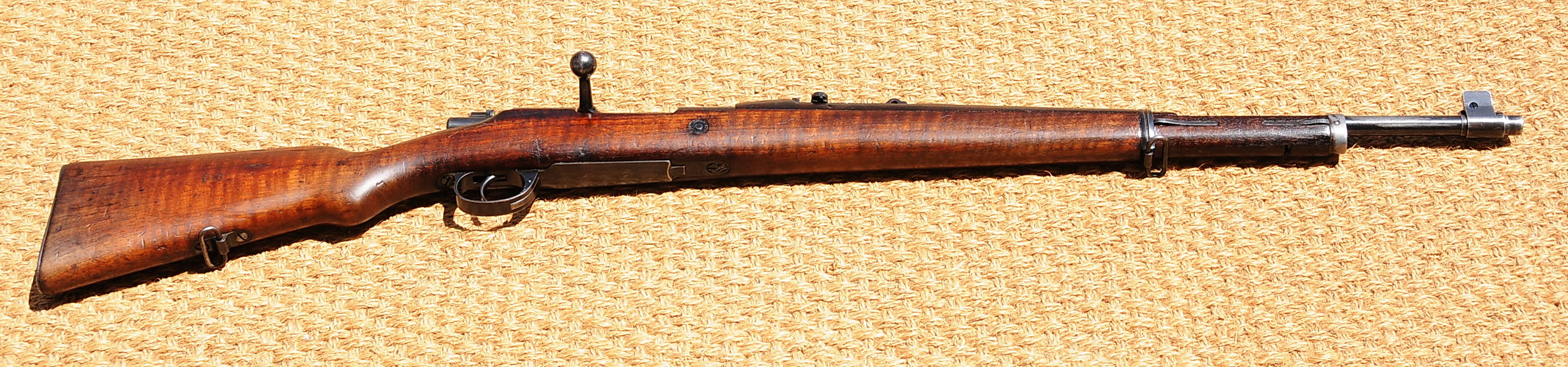
Lato destro
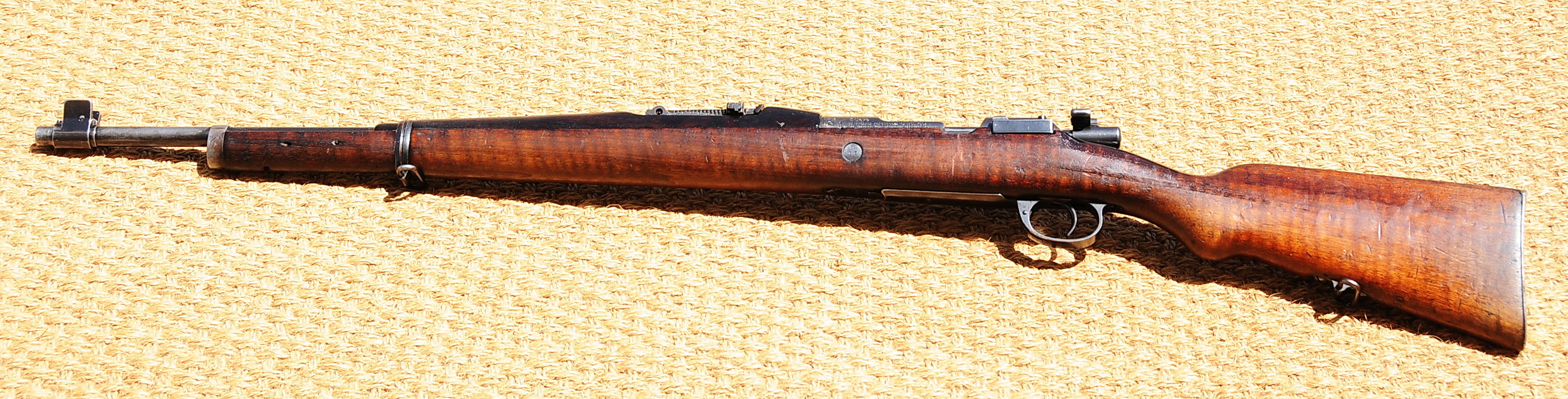
Lato sinistro
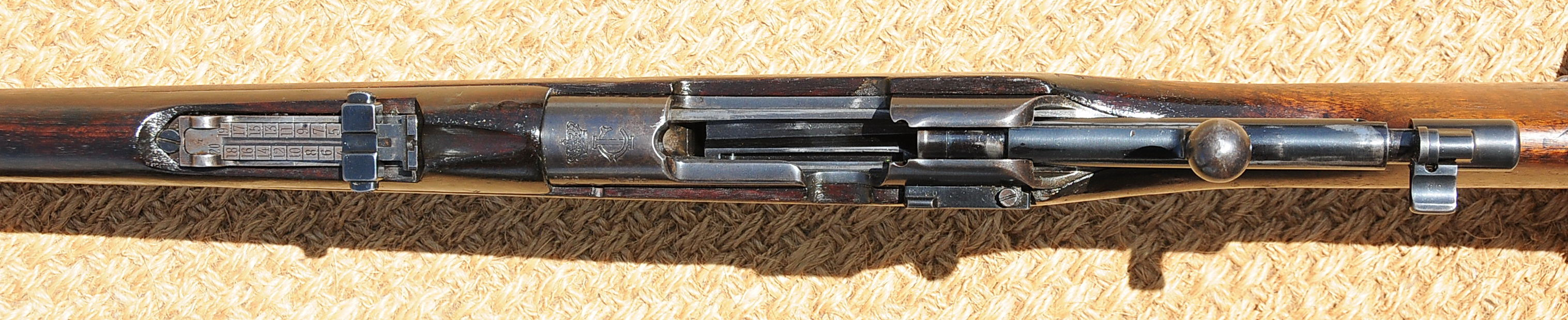
Vista superiore: otturatore, azione, alzo
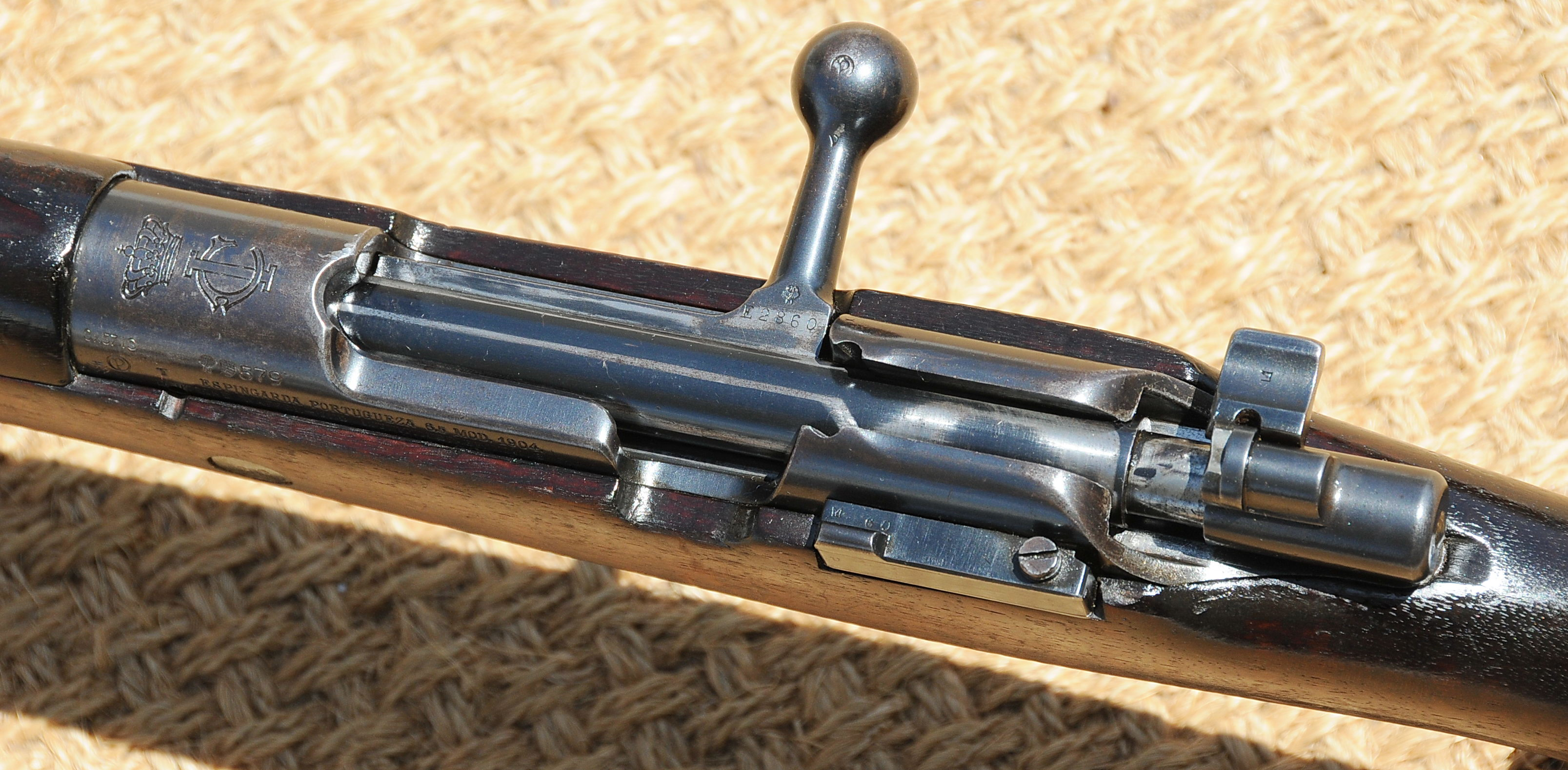
Azione
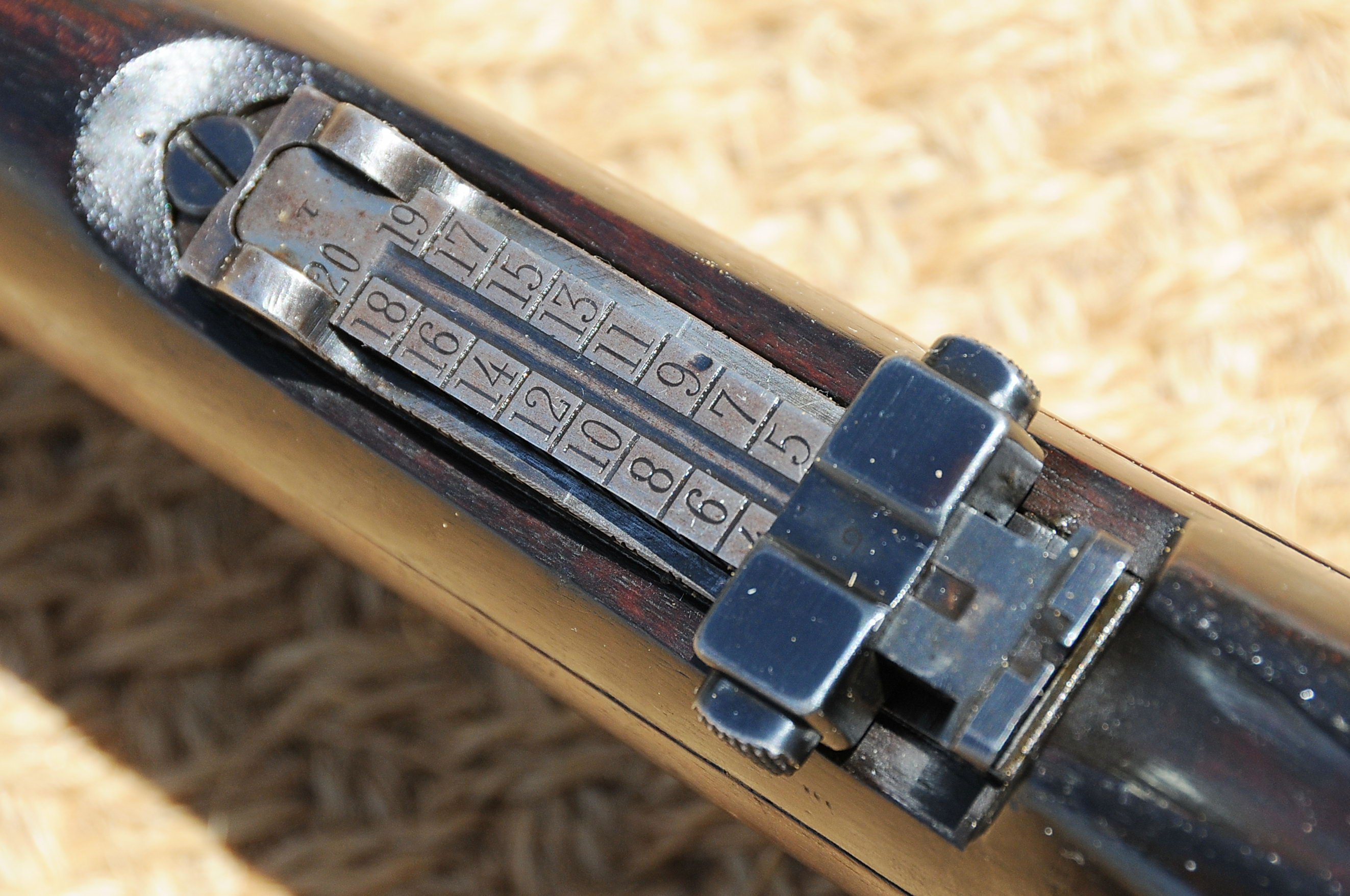
Alzo
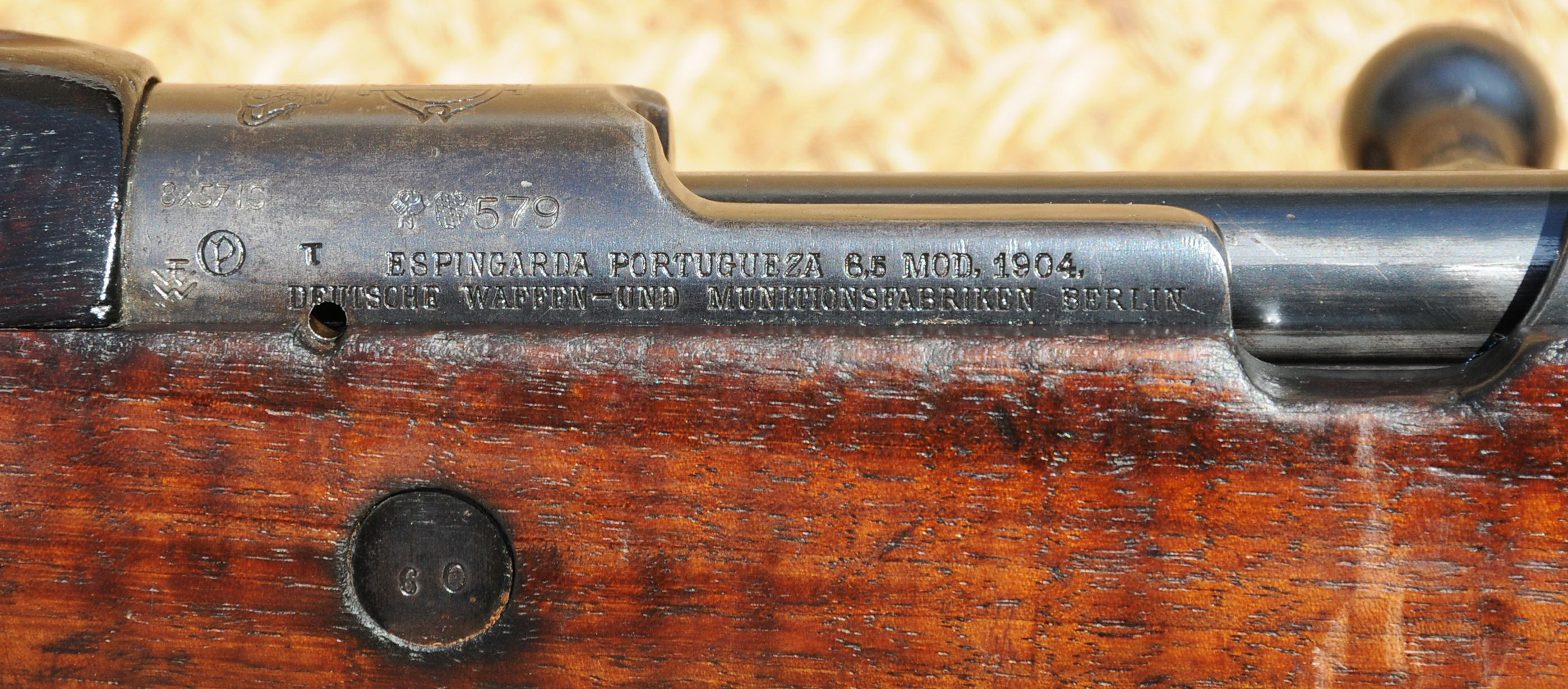
Marchi: "Espingarda Portugueza 6,5 mod. 1904". "Deutsche Waffen - und Munitionsfabriken . BERLIN".
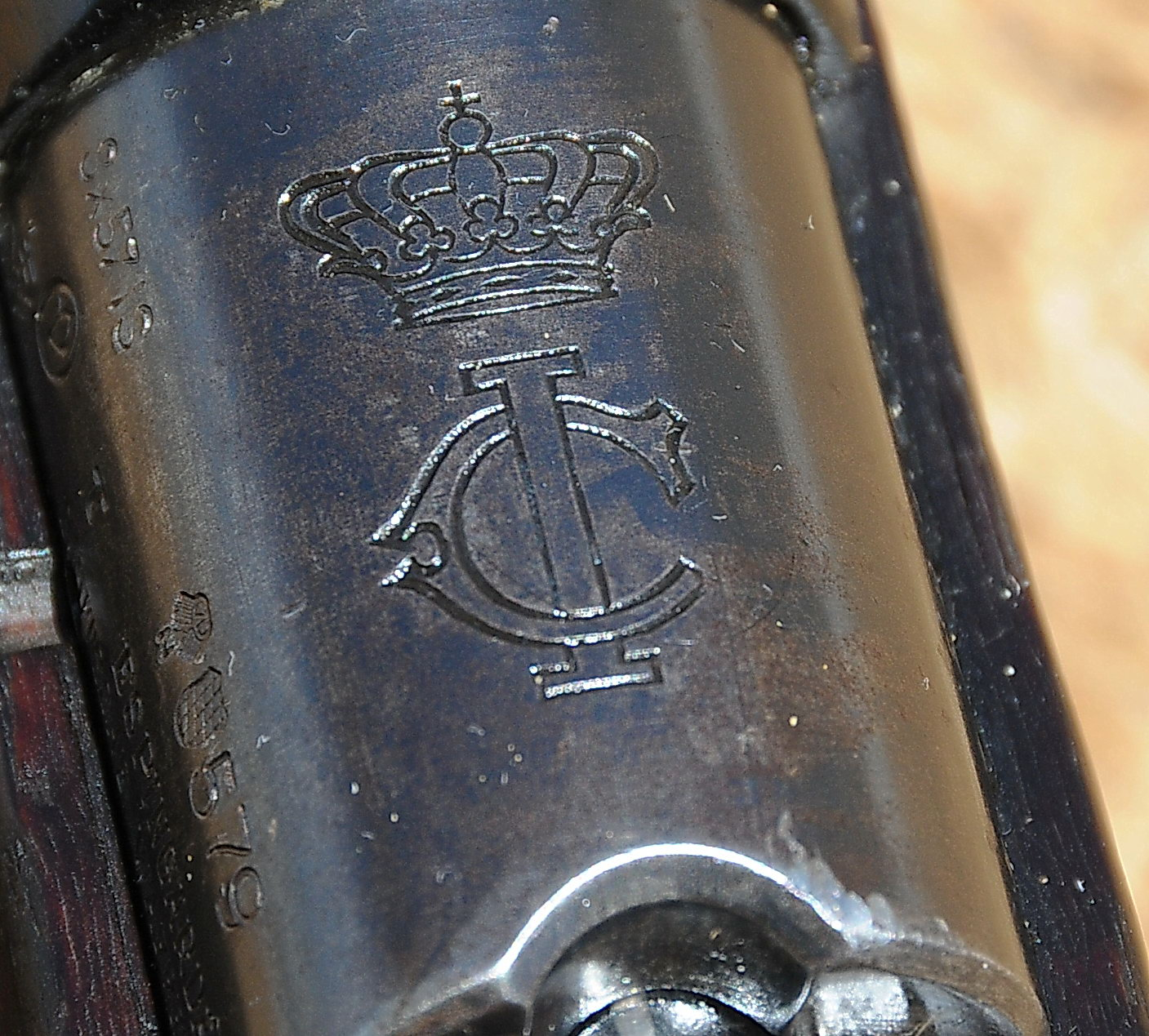
Stemma reale di Carlo I del Portogallo
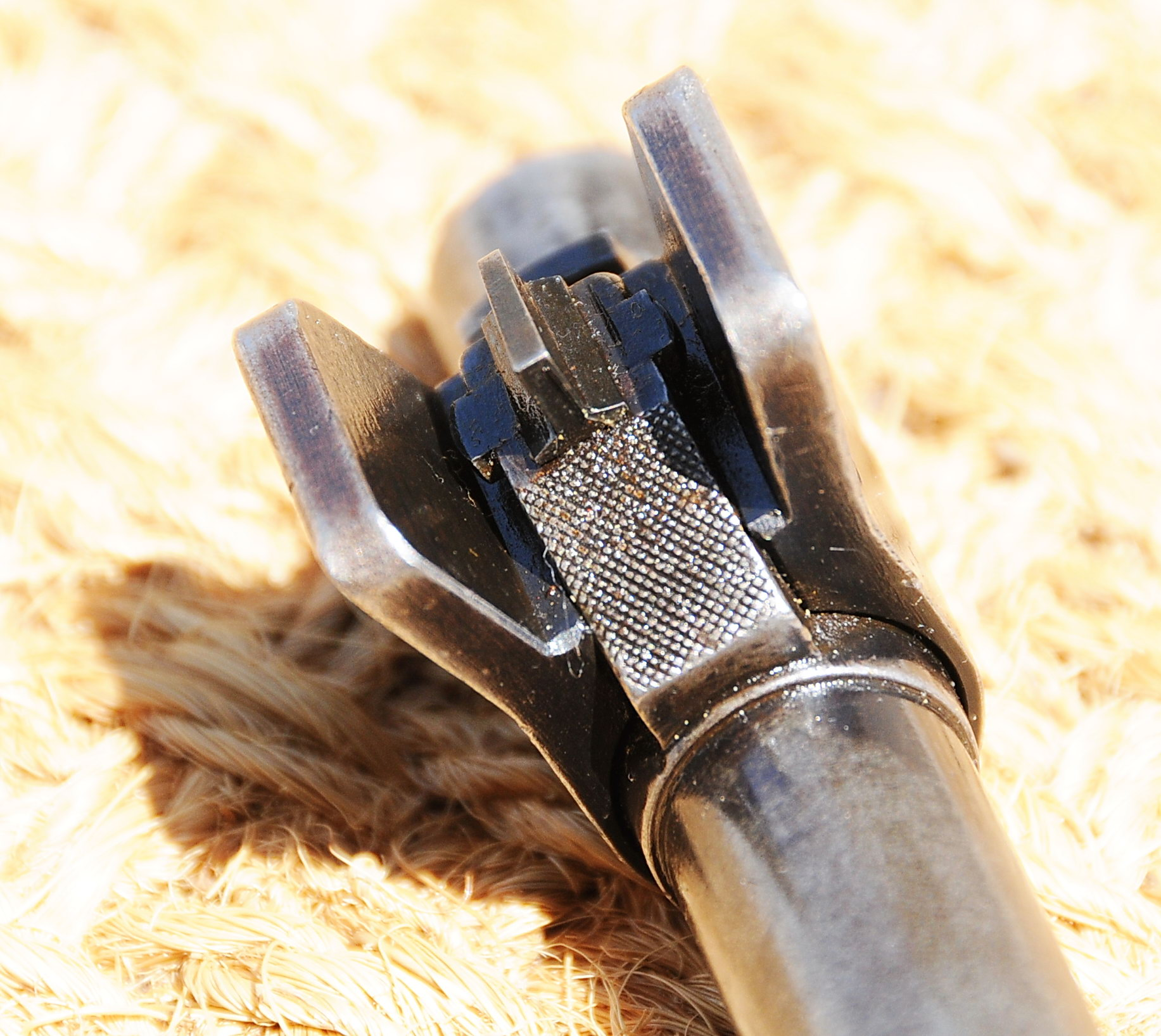
Mirino con alette di protezione
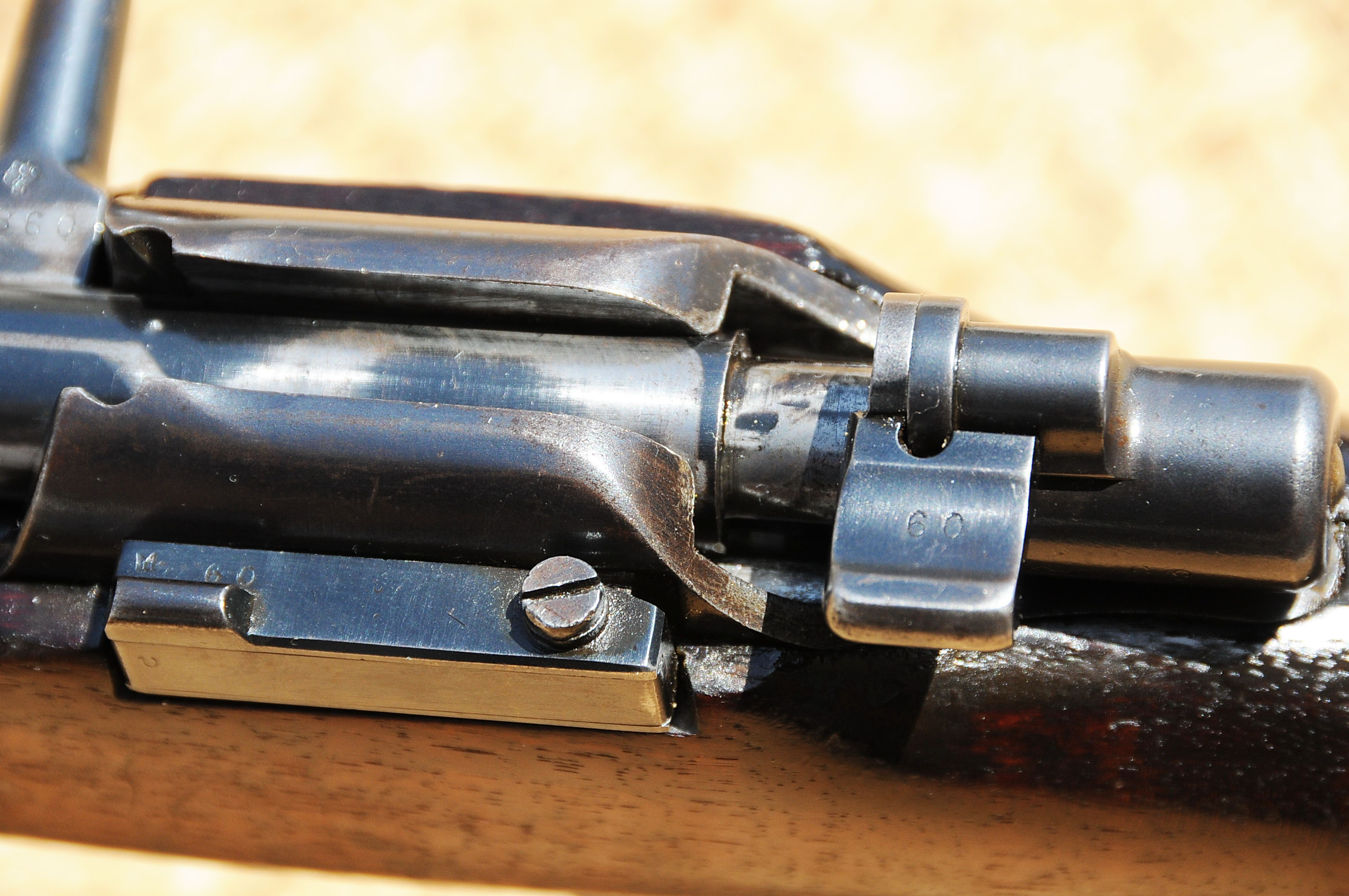
Otturatore
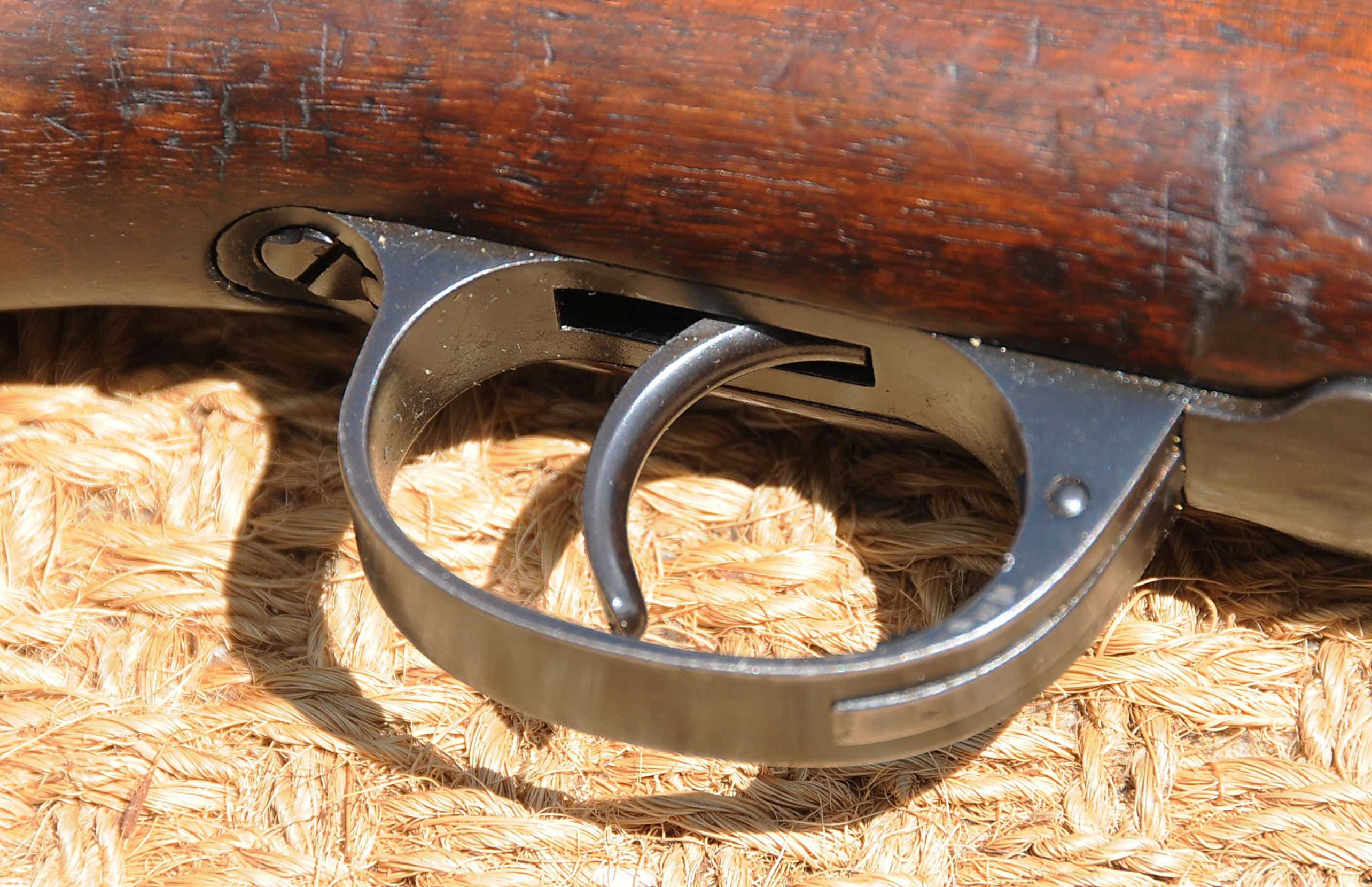
Grilletto